# Cibicides
Cibicides, en ocasiones erróneamente denominado Cymbicides, es un género de foraminífero bentónico de la subfamilia Cibicidinae, de la familia Cibicididae, de la superfamilia Planorbulinoidea, del suborden Rotaliina y del orden Rotaliida. Su especie tipo es Cibicides refulgen. Su rango cronoestratigráfico abarca desde el Paleoceno hasta la Actualidad.

## Clasificación
Se han descrito numerosas especies de Cibicides. Entre las especies más interesantes o más conocidas destacan:
- Cibicides amoenus
- Cibicides beaumontianus
- Cibicides catillus
- Cibicides cicatricosus
- Cibicides collinsi
- Cibicides cookei
- Cibicides corticatus
- Cibicides deliquatus
- Cibicides finlayi
- Cibicides gibsoni
- Cibicides hampdenensis
- Cibicides ihungia
- Cibicides karreriformis
- Cibicides kullenbergi
- Cibicides lobatulus
- Cibicides maculatus
- Cibicides mediocris
- Cibicides molestus
- Cibicides mundulus
- Cibicides neoperforatus
- Cibicides notocenicus
- Cibicides novozelandicus
- Cibicides perforatus
- Cibicides praecursorius
- Cibicides pronovozelandicus
- Cibicides pseudoungerianus
- Cibicides robertsonianus
- Cibicides refulgen
- Cibicides rugosa
- Cibicides semiperforatus
- Cibicides subhaidingerii
- Cibicides temperata
- Cibicides thiara
- Cibicides thiaracuta
- Cibicides tholus
- Cibicides verrucosus
- Cibicides victoriensis
- Cibicides vortex
- Cibicides whitei
- Cibicides wuellerstorfi

Un listado completo de las especies descritas en el género Cibicides puede verse en el siguiente anexo.
En Cibicides se han considerado los siguientes subgéneros:
- Cibicides (Anomalinoides), aceptado como género Anomalinoides
- Cibicides (Cibicidina), aceptado como género Cibicidina
- Cibicides (Cibicidoides), aceptado como género Cibicidoides
- Cibicides (Gemellides), aceptado como género Gemellides
- Cibicides (Planulina), aceptado como género Planulina